# 基德鎮區 (密蘇里州考德威爾縣)
基德鎮區（英語：Kidder Township）是位於美國密蘇里州考德威爾縣的一個行政鎮區。

## 地方資料
基德鎮區的面積為93.49平方千米，當中陸地面積為93.42平方千米，而水域面積為0.06平方千米。根據2020年美國人口普查的數據，當地共有人口1101人，而人口密度為每平方千米11.78人。